# Ceratophyllus caliotes
Ceratophyllus caliotes är en loppart som beskrevs av Jordan 1937. Ceratophyllus caliotes ingår i släktet Ceratophyllus och familjen fågelloppor. Inga underarter finns listade i Catalogue of Life.